# Arild Dahl
Arild Dahl (ur. 7 października 1902 w Trondheim, zm. 28 marca 1984 w Narwiku) – norweski zapaśnik walczący w stylu klasycznym. Dwukrotny olimpijczyk. Zajął szóste miejsce w Los Angeles 1932 w wadze półśredniej do 72 kg i w Berlinie 1936 w wadze lekkiej do 66 kg.
Brązowy medalista mistrzostw Europy w 1931 i 1933 roku.

## Letnie Igrzyska Olimpijskie 1932
| Konkurencja                     | Runda grupowa        | Runda grupowa          | Klas. końcowa |
| Konkurencja                     | Pierwsza runda       | Druga runda            | Miejsce       |
| ------------------------------- | -------------------- | ---------------------- | ------------- |
| styl klasyczny, waga półśrednia | Børge Jensen (DEN) P | Ivar Johansson (SWE) P | VI miejsce    |

## Letnie Igrzyska Olimpijskie 1936
| Konkurencja                | Walki                 | Walki                      | Walki              | Walki                    | Klas. końcowa |
| Konkurencja                | Pierwsza runda        | Druga runda                | Trzecia runda      | Czwarta runda            | Miejsce       |
| -------------------------- | --------------------- | -------------------------- | ------------------ | ------------------------ | ------------- |
| styl klasyczny, waga lekka | Voldemar Väli (EST) P | Zbigniew Szajewski (POL) W | Aage Meyer (DEN) W | Herbert Olofsson (SWE) P | VI miejsce    |